# Paul Weinrowsky
Paul Weinrowsky (* 24. August 1874 in Wollin; † 1945 in Polzin) war ein deutscher Physikdidaktiker an der Pädagogischen Akademie Kiel.

## Leben und Wirken
Der Kapitänssohn Weinrowsky legte 1894 am Sophien-Realgymnasium Berlin-Spandau das Abitur ab und studierte Naturwissenschaften. Während seines Studiums wurde er 1894 Mitglied der Burschenschaft Franconia Berlin. 1898 promovierte er in Berlin über ein biologisches Thema. Die Lehramtsprüfung für Chemie und Biologie für alle sowie Physik und Geografie für mittlere Klassen folgte 1899. Dann wurde er Oberlehrer in Berlin. An der Pädagogischen Akademie Kiel, die ab 1926 bestand und seit 1933 eine Hochschule für Lehrerbildung war, war er unter dem Nationalsozialisten Ulrich Peters der Professor für Physik und ihre Didaktik, zeitweise auch Stellvertreter des Direktors. 1933 unterzeichnete er das Bekenntnis der deutschen Professoren zu Adolf Hitler. Nach der Pensionierung zog er nach Berlin, nach der Ausbombung dort nach Polzin, wo er durch Artilleriebeschuss umkam.

## Schriften
- Untersuchungen über die Scheitelöffnungen bei Wasserpflanzen, Berlin 1898
- Geschichte der Berliner Burschenschaften Franconia, Berlin 1928
- Physik, Handbuch der Volksschulpädagogik, Diesterweg, Frankfurt/Main 1933
- mit Ulrich Peters: Erziehungs- und Unterrichtsplan der Kieler Ausbildungsschulen, 1937